# Nowopokrowka (Dnipro)
Nowopokrowka (ukrainisch und russisch Новопокровка) ist eine Siedlung städtischen Typs in der ukrainischen Oblast Dnipropetrowsk mit etwa 1.900 Einwohnern (2012).

## Geographie
Nowopokrowka liegt am rechten Ufer eines  283 Hektar großen Stausees, zu dem der Fluss Komyschuwata Sura (ukrainisch Камишевата Сура), ein 55 km langer Nebenfluss des Mokra Sura, hier angestaut ist.
Die Ortschaft liegt 67 km südwestlich vom Oblastzentrum Dnipro und 27 km südwestlich vom ehemaligen Rajonzentrum Solone.

## Geschichte
Im Jahre 1783 wurde das Dorf gegründet und nach dem Gründer, Schamschowe (Шамшове) benannt. 1848 wurde das Dorf in Pokrowka (Покровка) und 1946 in Nowopokrowka umbenannt. 1960 wurde das Dorf in den Rang einer Siedlung städtischen Typs erhoben.

## Verwaltungsgliederung
Am 15. August 2015 wurde die Siedlung zum Zentrum der neugegründeten Siedlungsgemeinde Nowopokrowka (Новопокровська селищна громада/Nowopokrowska selyschtschna hromada). Zu dieser zählten auch die 13 in der untenstehenden Tabelle aufgelisteten Dörfer, bis dahin bildete sie zusammen mit den Dörfern Druscheljubiwka, Kotljariwka und Malynowe die gleichnamige Siedlungsratsgemeinde Nowopokrowka (Новопокровська селищна рада/Nowopokrowska selyschtschna rada) im Südwesten des Rajons Solone.
Am 12. Juni 2020 kamen noch die weiteren 18 Dörfer Butowytschiwka, Dolynske, Hanno-Mussijiwka, Harkuschyne, Iwerske, Kaschkariwka, Krynytschky, Mychajliwka, Mykolo-Mussijiwka, Myropil, Nowoandrijiwka, Oleksandrija, Oleksandriwka, Oleksandropil, Ossypenko, Petrykiwka, Rostannja, Wilne sowie die Ansiedlung Tyche zum Gemeindegebiet.
Am 17. Juli 2020 kam es im Zuge einer großen Rajonsreform zum Anschluss des Rajonsgebietes an den Rajon Dnipro.
Folgende Orte sind neben dem Hauptort Nowopokrowka Teil der Gemeinde:
| Name                                           | Name                              | Name                                                                    |
| ukrainisch transkribiert                       | ukrainisch                        | russisch                                                                |
| ---------------------------------------------- | --------------------------------- | ----------------------------------------------------------------------- |
| Bahate (bis 2016 Mopriwske)                    | Багате (Мопрівське)               | Богатое (Bogatoje)/Мопровское (Moprowskoje)                             |
| Butowytschiwka                                 | Бутовичівка                       | Бутовичевка (Butowitschewka)                                            |
| Dolynske                                       | Долинське                         | Долинское (Dolinskoje)                                                  |
| Druscheljubiwka                                | Дружелюбівка                      | Дружелюбовка (Druscheljubowka)                                          |
| Hanno-Mussijiwka (bis 2016 Tscherwonoarmijske) | Ганно-Мусіївка (Червоноармійське) | Анно-Мусиевка (Anno-Mussijewka)/Червоноармейское (Tscherwonoarmeiskoje) |
| Harkuschyne                                    | Гаркушине                         | Гаркушино (Garkuschino)                                                 |
| Hryhoriwka                                     | Григорівка                        | Григоровка (Grigorowka)                                                 |
| Iwerske                                        | Іверське                          | Иверское (Iwerskoje)                                                    |
| Kaschkariwka                                   | Кашкарівка                        | Кашкаровка (Kaschkarowka)                                               |
| Kotljariwka                                    | Котлярівка                        | Котляровка (Kotljarowka)                                                |
| Krynytschky                                    | Кринички                          | Кринички (Krinitschki)                                                  |
| Kwitutsche (bis 2016 Wojkowe)                  | Квітуче (Войкове)                 | Цветущее (Zwetuschtscheje)/Войково (Woikowo)                            |
| Mala Kalyniwka                                 | Мала Калинівка                    | Малая Калиновка (Malaja Kalinowka)                                      |
| Malynowe                                       | Малинове                          | Малиновое (Malinowoje)                                                  |
| Mychajliwka                                    | Михайлівка                        | Михайловка (Michailowka)                                                |
| Mykolo-Mussijiwka                              | Миколо-Мусіївка                   | Николо-Мусиевка (Nikolo-Mussijewka)                                     |
| Myrne                                          | Мирне                             | Мирное (Mirnoje)                                                        |
| Myropil                                        | Миропіль                          | Мирополь (Miropol)                                                      |
| Nowoandrijiwka                                 | Новоандріївка                     | Новоандреевка (Nowoandrejewka)                                          |
| Oleksandriwka                                  | Олександрівка                     | Александровка (Aleksandrowka)                                           |
| Oleksandropil                                  | Олександропіль                    | Александрополь (Aleksandropol)                                          |
| Ossypenko                                      | Осипенко                          | Осипенко (Ossipenko)                                                    |
| Pawliwka                                       | Павлівка                          | Павловка (Pawlowka)                                                     |
| Petrykiwka                                     | Петриківка                        | Петриковка (Petrikowka)                                                 |
| Propaschne                                     | Пропашне                          | Пропашное (Propaschnoje)                                                |
| Rostannja                                      | Розтання                          | Растанье (Rastanje)                                                     |
| Sudaniwka                                      | Суданівка                         | Судановка (Sudanowka)                                                   |
| Towaryskyj Trud                                | Товариський Труд                  | Товарищеский Труд (Towarischtscheski Trud)                              |
| Traktorne                                      | Тракторне                         | Тракторное (Traktornoje)                                                |
| Tyche                                          | Тихе                              | Тихое (Tichoje)                                                         |
| Wilne (bis 2016 Wilenka)                       | Вільне (Віленка)                  | Вольное (Wolnoje)/Виленка                                               |
| Wodjane                                        | Водяне                            | Водяное (Wodjanoje)                                                     |

## Bevölkerung
| 1886 | 1959  | 1970  | 1979  | 1989  | 2001  | 2012  |
| ---- | ----- | ----- | ----- | ----- | ----- | ----- |
| 979  | 2.551 | 3.249 | 3.065 | 2.656 | 2.171 | 1.897 |

Quelle: 1959–2001; 2012